# Google Zeitgeist
Google Zeitgeist – usługa Google pokazująca najczęściej poszukiwane frazy w wyszukiwarce internetowej. Publikowała listę najczęściej poszukiwanych tematów cotygodniowo, comiesięcznie i corocznie. Nazwa pochodzi od niemieckiego Zeit (czas) i Geist (duch). Usługa niedostępna od 22 maja 2007 i zastąpiona przez Google Trends.